# أهوار الفهود
أهوار الفهود وهي مجموعة أهوار في العراق تقع جنوب شرق الشطرة في الناصرية[ ؟ ] وهي من الأهوار الدائمية وطولها حوالي 50 كم من الجنوب الشرقي إلى الغرب وعرض 15,10 كم من الشمال إلى الجنوب وتفرغ مياهها في بحيرة الحمار بواسطة نهر أبو لحية واللعويسية.